# La Demeure 10
La Demeure 10 (parfois orthographiée Demeure X) est une œuvre de l'artiste français Étienne-Martin, située à Paris, en France. Créée en 1968 et installée dans le parc de Bercy, il s'agit d'une sculpture en bronze figurant une tête humanoïde.

## Description
L'œuvre prend la forme d'une sculpture globalement abstraite en Bronze d'art. De forme relativement rectangulaire, l'une de ses faces porte les éléments figurant un visage humain.

## Localisation
L'œuvre est installée à l'extrémité orientale du parc de Bercy, non loin de la rue François-Truffaut, dans le 12e arrondissement de Paris. Elle est placée sur un piédestal à l'intérieur de l'un des bassins du parc, entourée de plantes aquatiques.

## Historique
La Demeure 10 est une création de 1968. Elle fait partie de la série des Demeures de l'artiste.

## Artiste
Étienne Martin (1913-1995) est un sculpteur français.